# Лемешівська сільська рада (Городнянський район)
Ле́мешівська сільська́ ра́да — адміністративно-територіальна одиниця та орган місцевого самоврядування в Городнянському районі Чернігівської області. Адміністративний центр — село Лемешівка.

## Загальні відомості
Лемешівська сільська рада утворена у 1919 році.
- Територія ради: 37,63 км²
- Населення ради: 652 особи (станом на 2001 рік)

## Населені пункти
Сільській раді підпорядковані населені пункти:
- с. Лемешівка
- с. Мальча
- с-ще Рубіж

## Господарство
Фермерське господарство «ОТ — Конвалія», Лемешівська загальноосвітня школа, в якій навчається 63 учнів та працює 16 вчителів. Сільський клуб на 400 місць. Сільська бібліотека. Фельдшерсько-акушерський пункт.

## Склад ради
Рада складалася з 12 депутатів та голови.
- Голова ради: Коновалов Василь Іванович
- Секретар ради: Сухина Надія Володимирівна

### Керівний склад попередніх скликань
| Прізвище, ім'я, по батькові | Основні відомості                                                 | Дата обрання | Дата звільнення |
| --------------------------- | ----------------------------------------------------------------- | ------------ | --------------- |
| Коновалов Василь Іванович   | Сільський голова, 1955 року народження, освіта вища, безпартійний | 26.03.2006   | 31.10.2010      |
| Коновалов Василь Іванович   | Сільський голова, 1955 року народження, освіта вища, безпартійний | 31.10.2010   |                 |

Примітка: таблиця складена за даними сайту Верховної Ради України

### Депутати
За результатами місцевих виборів 2010 року депутатами ради стали:

#### За суб'єктами висування
| Суб'єкт висування | Кількість обраних депутатів | %    |
| ----------------- | --------------------------- | ---- |
| Самовисування     | 7                           | 58,3 |
| Партія регіонів   | 5                           | 41,7 |

#### За округами
| № округу        | Прізвище, ім'я, по батькові  | Дата визнання обраним | Освіта             | Партійна приналежність                        | Відомості про обраного депутата            |
| --------------- | ---------------------------- | --------------------- | ------------------ | --------------------------------------------- | ------------------------------------------ |
| Партія регіонів |                              |                       |                    |                                               |                                            |
| 1               | Аніщенко Олег Григорович     | 02.11.2010            | вища               | член Партії регіонів                          | пенсіонер                                  |
| 2               | Клещ Валентина Василівна     | 02.11.2010            | вища               | позапартійна                                  | Лемешівська загальноосвітня школа, вчитель |
| 5               | Коновалова Тетяна Миколаївна | 02.11.2010            | вища               | позапартійна                                  | сільська бібліотека, завідувачка           |
| 8               | Стволова Катерина Михайлівна | 02.11.2010            | вища               | позапартійна                                  | Лемешівська загальноосвітня школа, вчитель |
| 11              | Реуцький Василь Трохимович   | 02.11.2010            | середня            | позапартійний                                 | Рубізьке лісництво, лісник                 |
| Самовисування   |                              |                       |                    |                                               |                                            |
| 3               | Сухина Надія Володимирівна   | 02.11.2010            | середня            | позапартійна                                  | Лемешівська сільська рада, секретар        |
| 4               | Крупенич Ольга Миколаївна    | 02.11.2010            | середня            | член Всеукраїнського об'єднання «Батьківщина» | сільський будинок культури, директор       |
| 6               | Смикун Світлана Філаретівна  | 02.11.2010            | вища               | позапартійна                                  | Лемешівська загальноосвітня школа, вчитель |
| 7               | Павлович Микола Іванович     | 02.11.2010            | середня            | позапартійний                                 | пенсіонер                                  |
| 9               | Стволова Віра Григорівна     | 02.11.2010            | середня            | позапартійна                                  | Лемешівська сільська рада, бухгалтер       |
| 10              | Письменна Алла Леонідівна    | 02.11.2010            | середня спеціальна | член Всеукраїнського об'єднання «Батьківщина» | тимчасово не працює                        |
| 12              | Гулай Тетяна Михайлівна      | 02.11.2010            | середня            | член Всеукраїнського об'єднання «Батьківщина» | тимчасово не працює                        |